# Ski acrobatique aux Jeux olympiques de 2018 – Cross hommes
Navigation
Sotchi 2014 Pékin 2022
Le ski cross masculin des Jeux olympiques d'hiver de 2014 a lieu le 21 février 2018. L'épreuve est présente depuis les Jeux olympiques de 2010 qui se sont déroulés à Vancouver.

## Médaillés
| Or          | Argent             | Bronze         |
| Brady Leman | Marc Bischofberger | Sergueï Ridzik |

## Résultats

### Qualification
Contrairement aux épreuves de Coupe du monde, les « qualifications » n'éliminent personne, puisque les skieurs ne sont que 31 à concourir : cette épreuve chronométrée a pour objet de déterminer les tableaux des huitièmes de finale réunissant chacun quatre skieurs.
| Rang | Dossard | Athlète               | Nationalité      | Temps   | Différence |
| ---- | ------- | --------------------- | ---------------- | ------- | ---------- |
| 1    | 9       | Alex Fiva             | Suisse           | 1:08.74 | −          |
| 2    | 10      | Sergueï Ridzik        | Russie (OAR)     | 1:09.21 | +0.47      |
| 3    | 16      | Kevin Drury           | Canada           | 1:09.41 | +0.67      |
| 4    | 2       | Armin Niederer        | Suisse           | 1:09.46 | +0.72      |
| 5    | 14      | Filip Flisar          | Slovénie         | 1:09.65 | +0.91      |
| 6    | 8       | Christoph Wahrstötter | Autriche         | 1:09.79 | +1.05      |
| 7    | 15      | Jean-Frédéric Chapuis | France           | 1:09.84 | +1.10      |
| 8    | 6       | Brady Leman           | Canada           | 1:09.94 | +1.20      |
| 9    | 11      | Marc Bischofberger    | Suisse           | 1:09.99 | +1.25      |
| 10   | 7       | Paul Eckert           | Allemagne        | 1:10.06 | +1.32      |
| 11   | 28      | Robert Winkler        | Autriche         | 1:10.09 | +1.35      |
| 12   | 29      | Stefan Thanei         | Italie           | 1:10.10 | +1.36      |
| 13   | 19      | Jonas Lenherr         | Suisse           | 1:10.12 | +1.38      |
| 14   | 1       | Arnaud Bovolenta      | France           | 1:10.12 | +1.38      |
| 15   | 26      | Siegmar Klotz         | Italie           | 1:10.15 | +1.41      |
| 16   | 20      | Adam Kappacher        | Autriche         | 1:10.17 | +1.43      |
| 17   | 24      | Igor Omelin           | Russie (OAR)     | 1:10.24 | +1.50      |
| 18   | 13      | François Place        | France           | 1:10.26 | +1.52      |
| 19   | 3       | Victor Öhling Norberg | Suède            | 1:10.26 | +1.52      |
| 20   | 17      | Tim Hronek            | Allemagne        | 1:10.27 | +1.53      |
| 21   | 27      | Florian Wilmsmann     | Allemagne        | 1:10.33 | +1.59      |
| 22   | 23      | Erik Mobärg           | Suède            | 1:10.36 | +1.62      |
| 23   | 25      | Egor Korotkov         | Russie (OAR)     | 1:10.39 | +1.65      |
| 24   | 4       | Terence Tchiknavorian | France           | 1:10.41 | +1.67      |
| 25   | 21      | Jamie Prebble         | Nouvelle-Zélande | 1:10.48 | +1.74      |
| 26   | 22      | David Duncan          | Canada           | 1:10.51 | +1.77      |
| 27   | 30      | Semen Denshchikov     | Russie (OAR)     | 1:10.86 | +2.12      |
| 28   | 12      | Thomas Zangerl        | Autriche         | 1:10.96 | +2.22      |
| 29   | 5       | Viktor Andersson      | Suède            | 1:11.20 | +2.46      |
| 30   | 31      | Anton Grimus          | Australie        | 1:40.80 | +32.06     |
| 31   | 18      | Christopher Del Bosco | Canada           | 1:48.25 | +39.51     |

### Huitièmes de finale
| Rang | Dossard | Athlète        | Nationalité  | Notes |
| ---- | ------- | -------------- | ------------ | ----- |
| 1    | 1       | Alex Fiva      | Suisse       | Q     |
| 2    | 16      | Adam Kappacher | Autriche     | Q     |
| 3    | 17      | Igor Omelin    | Russie (OAR) |       |

| Rang | Dossard | Athlète               | Nationalité      | Notes |
| ---- | ------- | --------------------- | ---------------- | ----- |
| 1    | 9       | Marc Bischofberger    | Suisse           | Q     |
| 2    | 8       | Brady Leman           | Canada           | Q     |
| 3    | 25      | Jamie Prebble         | Nouvelle-Zélande |       |
|      | 24      | Terence Tchiknavorian | France           | DNF   |

| Rang | Dossard | Athlète           | Nationalité | Notes |
| ---- | ------- | ----------------- | ----------- | ----- |
| 1    | 5       | Filip Flisar      | Slovénie    | Q     |
| 2    | 28      | Thomas Zangerl    | Autriche    | Q     |
| 3    | 12      | Stefan Thanei     | Italie      |       |
| 4    | 21      | Florian Wilmsmann | Allemagne   |       |

| Rang | Dossard | Athlète          | Nationalité | Notes |
| ---- | ------- | ---------------- | ----------- | ----- |
| 1    | 4       | Armin Niederer   | Suisse      | Q     |
| 2    | 13      | Jonas Lenherr    | Suisse      | Q     |
| 3    | 20      | Tim Hronek       | Allemagne   |       |
| 4    | 29      | Viktor Andersson | Suède       |       |

| Rang | Dossard | Athlète               | Nationalité | Notes |
| ---- | ------- | --------------------- | ----------- | ----- |
| 1    | 3       | Kevin Drury           | Canada      | Q     |
| 2    | 14      | Arnaud Bovolenta      | France      | Q     |
| 3    | 19      | Victor Öhling Norberg | Suède       |       |
| 4    | 30      | Anton Grimus          | Australie   |       |

| Rang | Dossard | Athlète               | Nationalité  | Notes |
| ---- | ------- | --------------------- | ------------ | ----- |
| 1    | 11      | Robert Winkler        | Autriche     | Q     |
| 2    | 27      | Semen Denshchikov     | Russie (OAR) | Q     |
|      | 6       | Christoph Wahrstötter | Autriche     | DNF   |
|      | 22      | Erik Mobärg           | Suède        | DNF   |

| Rang | Dossard | Athlète               | Nationalité  | Notes |
| ---- | ------- | --------------------- | ------------ | ----- |
| 1    | 26      | David Duncan          | Canada       | Q     |
| 2    | 7       | Jean-Frédéric Chapuis | France       | Q     |
| 3    | 10      | Paul Eckert           | Allemagne    |       |
| 4    | 23      | Egor Korotkov         | Russie (OAR) |       |

| Rang | Dossard | Athlète               | Nationalité  | Notes |
| ---- | ------- | --------------------- | ------------ | ----- |
| 1    | 18      | François Place        | France       | Q     |
| 2    | 2       | Sergueï Ridzik        | Russie (OAR) | Q     |
| 3    | 15      | Siegmar Klotz         | Italie       |       |
|      | 31      | Christopher Del Bosco | Canada       | DNF   |

### Quarts de finale
| Rang | Dossard | Athlète            | Nationalité | Notes |
| ---- | ------- | ------------------ | ----------- | ----- |
| 1    | 8       | Brady Leman        | Canada      | Q     |
| 2    | 9       | Marc Bischofberger | Suisse      | Q     |
|      | 1       | Alex Fiva          | Suisse      | DNF   |
|      | 16      | Adam Kappacher     | Autriche    | DNF   |

| Rang | Dossard | Athlète        | Nationalité | Notes |
| ---- | ------- | -------------- | ----------- | ----- |
| 1    | 4       | Armin Niederer | Suisse      | Q     |
| 2    | 5       | Filip Flisar   | Slovénie    | Q     |
| 3    | 28      | Thomas Zangerl | Autriche    |       |
| 4    | 13      | Jonas Lenherr  | Suisse      |       |

| Rang | Dossard | Athlète           | Nationalité  | Notes |
| ---- | ------- | ----------------- | ------------ | ----- |
| 1    | 3       | Kevin Drury       | Canada       | Q     |
| 2    | 14      | Arnaud Bovolenta  | France       | Q     |
| 3    | 27      | Semen Denshchikov | Russie (OAR) |       |
|      | 11      | Robert Winkler    | Autriche     | DNF   |

| Rang | Dossard | Athlète               | Nationalité  | Notes |
| ---- | ------- | --------------------- | ------------ | ----- |
| 1    | 2       | Sergueï Ridzik        | Russie (OAR) | Q     |
| 2    | 26      | David Duncan          | Canada       | Q     |
| 3    | 18      | François Place        | France       |       |
| 4    | 7       | Jean-Frédéric Chapuis | France       |       |

### Demi-finales
| Rang | Dossard | Athlète            | Nationalité | Notes |
| ---- | ------- | ------------------ | ----------- | ----- |
| 1    | 8       | Brady Leman        | Canada      | FA    |
| 2    | 9       | Marc Bischofberger | Suisse      | FA    |
| 3    | 4       | Armin Niederer     | Suisse      | FB    |
| 4    | 5       | Filip Flisar       | Slovénie    | FB    |

| Rang | Dossard | Athlète          | Nationalité  | Notes |
| ---- | ------- | ---------------- | ------------ | ----- |
| 1    | 3       | Kevin Drury      | Canada       | FA    |
| 2    | 2       | Sergueï Ridzik   | Russie (OAR) | FA    |
| 3    | 14      | Arnaud Bovolenta | France       | FB    |
| 4    | 26      | David Duncan     | Canada       | FB    |

### Finales
| Rang | Dossard | Athlète          | Nationalité | Notes |
| ---- | ------- | ---------------- | ----------- | ----- |
| 5    | 4       | Armin Niederer   | Suisse      |       |
| 6    | 14      | Arnaud Bovolenta | France      |       |
| 7    | 5       | Filip Flisar     | Slovénie    |       |
| 8    | 26      | David Duncan     | Canada      |       |

| Rang                                | Dossard | Athlète            | Nationalité  | Notes |
| ----------------------------------- | ------- | ------------------ | ------------ | ----- |
| Médaille d'or, Jeux olympiques      | 8       | Brady Leman        | Canada       |       |
| Médaille d'argent, Jeux olympiques  | 9       | Marc Bischofberger | Suisse       |       |
| Médaille de bronze, Jeux olympiques | 2       | Sergueï Ridzik     | Russie (OAR) |       |
| 4                                   | 3       | Kevin Drury        | Canada       | DNF   |